# 洛奇·安德森
洛奇·安德森，全名羅斯·卡爾·安德森（英語：Ross Carl "Rocky" Anderson，1951年9月19日—）是一名美國律師和政治人物。他從2000年至2008年曾任兩屆猶他州鹽湖城第33位市長。他是人權進步路線行政總裁和公義黨創黨成員。

## 外部連結
- 官方网站